# Ивино (Московская область)
Ивино — деревня в Чеховском районе Московской области, в составе муниципального образования сельское поселение Любучанское (до 29 ноября 2006 года входила в состав Любучанского сельского округа).

## Население
| 2002 | 2006 | 2010 |
| ---- | ---- | ---- |
| 19   | ↘8   | ↗33  |

## География
Ивино расположено примерно в 23 км (по шоссе) на северо-восток от Чехова, на левом берегу реки Рожайка (правый приток реки Пахры), высота центра деревни над уровнем моря — 154 м. На 2016 год в Ивино зарегистрирована 3 улицы.

## История
В пойме реки Рожайка, на левом берегу которой находится деревня Ивино были обследованы курганы XI — XIII вв. относящиеся к эпохе вятичей.
Упоминается в 1760 г., как вотчина князей Трубецких. Деревня состояла в приходе Спаса Нерукотворного в усадьбе Прохорово. В 1814 году здесь было 10 крестьянских дворов.
В деревне проживал крестьянский писатель, участник революционного движения Сергей Тимофеевич Кузин, для встречи с ним в 1910 г. в Ивино приезжал Л.Н. Толстой. В 1913 году по инициативе Кузина в деревне было открыто первый в Подольском уезде молочный крестьянский кооператив. На открытии присутствовали специалист по молочному делу при Московской губернской земской управе С.П. Фридолин, член Подольской уездной земской управы И.И. Бородачев, уездный агроном А.Г. Сычев, директор Мещерской психиатрической лечебницы Михаил Платонович Глинка. Члены товарищества сдавали молоко по 40 – 50 копеек за пуд, из которого делали парижское масло, сметану и творог, продукция сбывалась в Психиатрическую больницу Мещерском и в Подольск. Масло продавалось по цене 36 – 40 копеек за фунт, сметана 20 копеек за фунт, творог 3 копейки за фунт. В 1914 году Ивинское молочное товарищество состояло из 29 членов